# Comuna italiana
A comuna italiana (em italiano, comune; plural, comuni: palavras de gênero masculino) é a unidade básica de organização territorial da Itália, equivalente ao concelho em Portugal e um município no Brasil. Sua estrutura é constituída pelo sindaco, equivalente ao presidente da câmara municipal em Portugal e ao prefeito no Brasil; pelo consiglio comunale (conselho comunal) equivalente a Câmara de Vereadores no Brasil, que é composto pelo sindaco e por um número variável de conselheiros comunais eleitos; e pela giunta comunale (junta comunal), um grupo de assessores escolhidos pelo sindaco.

## A comuna italiana na subdivisão administrativa

Coroa que representa a condição de comuna italiana

A comuna é o ente local fundamental, autônomo e independente, segundo princípios consolidados na Idade Média e parcialmente retomados pela Revolução Francesa, conforme o artigo 114 da Constituição da República Italiana. Cada comuna pertence a uma província, mas o governo provincial não é intermediário nas relações das comunas com as regiões ou mesmo com o Estado italiano. Por ser dotado de personalidade jurídica, a comuna pode ter relações diretas com a Região e com o Estado e, de fato, sendo as competências de uma região muito mais amplas do que as de uma província, a comuna mantém geralmente mais relações com a região.
A subdivisão em circunscrições é obrigatória para comunas maiores - aquelas que superam os 100 mil habitantes, a fim de proporcionar uma participação mais direta da população na administração. A cada circunscrição, são delegados poderes previstos em estatuto. Comunas pequenas e médias, por sua vez, são divididas em frações (frazioni em italiano), equivalentes aos distritos no Brasil. A fração (frazione), todavia, não tem autonomia administrativa, sendo apenas uma divisão geográfico-estatística. Em 2001, havia, na Itália, 8 101 comunas. Posteriormente, foram criados Baranzate e Cavallino-Treporti. Destas 8 103, cem superam os 50 mil habitantes, sendo que 80 são capitais de província.

## As cidades
Poucas comunas podem exibir o status de "cidade". Esta condição é conferida por um decreto específico do presidente da República Italiana, a partir de sua iniciativa autônoma ou de uma proposta do Governo ou do comune interessado. Aquelas  consideradas como cidades possuem um brasão com características heráldicas específicas.